# 23877 Gourmaud
23877 Gourmaud è un asteroide della fascia principale. Scoperto nel 1998, presenta un'orbita caratterizzata da un semiasse maggiore pari a 3,1626081 UA e da un'eccentricità di 0,1461469, inclinata di 4,98534° rispetto all'eclittica.